# Entesa pel Progrés de Catalunya
La Entesa pel Progrés de Catalunya (Acuerdo para el Progreso de Cataluña) es una coalición electoral española al Senado, constituida para las elecciones generales de 2011. La integran los principales partidos catalanes de izquierdas no explícitamente nacionalistas catalanes: el Partido de los Socialistas de Cataluña (PSC-PSOE, referente en Cataluña del PSOE), Iniciativa per Catalunya Verds (ICV) y Esquerra Unida i Alternativa (EUiA, referente de Izquierda Unida en Cataluña). Tiene su precedente en la coalición Entesa Catalana de Progrés, que durante las tres legislaturas anteriores agrupó a los partidos citados y a Esquerra Republicana de Catalunya (ERC). También es el nombre del grupo parlamentario constituido por los senadores pertenecientes a PSC, ICV e EUiA durante la décima legislatura.
En septiembre de 2011 ERC anunció que no se presentaría con el resto de anteriores socios de Entesa Catalana de Progrés a las inminentes elecciones, concurriendo en solitario. Sin embargo, PSC e ICV manifestaron su intención de proseguir con la coalición electoral. Finalmente la coalición para las elecciones de 2011 la formaron PSC-PSOE, ICV y EUiA.
En las elecciones, la lista de Entesa solo resultó ganadora en la circunscripción de Barcelona, empatando con Convergència i Unió en Tarragona y quedando tras la coalición nacionalista en el resto de circunscripciones catalanas, por lo que obtuvo siete senadores. Por Barcelona (3): Mònica Almiñana Riqué (PSC), Jordi Guillot Miravet (ICV) y Carles Martí Jufresa (PSC); por Gerona (1): Rafel Bruguera i Batalla (PSC); por Lérida (1): Francés Boya Alòs (UA-PSC); por Tarragona (2): Joan Sabaté Borràs (PSC) y Maria Jesús Sequera Garcia (PSC).
En el momento de producirse las elecciones generales, existían 3 senadores designados por la comunidad autónoma de Cataluña que pertenecían a los partidos componentes de la Entesa pel Progrés de Catalunya: 2 del PSC y uno de ICV, por lo que el grupo parlamentario se constituyó con diez senadores, ocho del PSC y dos de ICV. Su portavoz es José Montilla (PSC), expresidente de la Generalidad de Cataluña. Los portavoces adjuntos son Joan Sabaté (PSC) y Jordi Guillot (ICV).